# Fallbrook
Fallbrook è un comune degli Stati Uniti d'America, situato in California, nella contea di San Diego.